# マット安川
マット安川（マットやすかわ、1973年1月10日 - ）は、神奈川県横浜市出身の実業家・ラジオパーソナリティ・プロデューサー。株式会社オフィスヤスカワ代表取締役。本名：安川 昌之（やすかわ まさゆき）。

## 来歴

### 幼少時代
神奈川県横浜市戸塚区平戸でタレント・実業家でもあるミッキー安川の長男として生まれる。厳格な父親の元で育てられながら野球に打ち込む幼少期を過ごした。
横浜高校の渡辺元智監督から野球を学びたいという気持ちで当時、再開したばかりの横浜高校付属中学校に入学。しかし中学校には野球部が無かったために中学1年生の頃から、担任の先生に隠れて高校野球部の練習に参加を始めており、横浜高校の野球部には実質6年間在籍している。同期には元横浜ベイスターズの鈴木尚典がおり、現在でも交友関係が続いている。横浜高校を卒業した後は、野球を継続したいために東北福祉大学へ進学した。

### 単身アメリカへ
大学卒業後、テレビ朝日映像に就職。しかし「会社の看板ではなく、自分の力で仕事をしたい」と一念発起して単身渡米する。その後サンディエゴの法律事務所へ所属し、野球時代の経験を元にプロスポーツエージェントの支援サービスを立ち上げる。その活動と共に、現地の方で培ったネットワークにより海外留学生50人以上に及ぶ留学・ホームステイなどの国際交流の支援に貢献した。

### 日本に帰国
2001年に、実父のミッキー安川が綱島で経営している「ミッキーラーメン」事業の立て直しに協力するため帰国した。これまでのラーメン店に代わってカリフォルニア料理を提供するバーに業態転換を図り、立て直しを試みる。店の方は5年後の2006年をもって閉店した。飲食店経営と並行してアメリカのプロスポーツエージェント支援時代に培ったノウハウを活かし、鈴木の他に相川亮二・谷繁元信・多村仁志ら横浜ベイスターズ選手のトレーニングパートナーとして活躍。2004年のシーズンには多村のエージェントとして契約。3割・40本塁打達成に貢献している。

### ラジオへの進出
スポーツビジネスに詳しいのがきっかけでラジオ日本からオファーを受け、2005年に「マネースポーツ」の番組企画・ラジオパーソナリティを開始する。しかし、ラジオ枠での契約のためにスポンサーを自ら集める必要があり、多忙ながらラジオスポンサーの営業・ラジオパーソナリティ・トレーニングパートナー・飲食店経営をしつつ活躍した。また2007年にはラジオ日本の方で「価値組ビジネス」という番組を企画し、放送を開始した。

### 父の死を受けラジオ番組を受け継ぐ
父親のミッキー安川がパーソナリティを務め、歯に衣着せぬ内容で人気があったラジオ日本の看板・人気番組である『ミッキー安川の「勝負」シリーズ』が放送されていたが、2009年12月下旬よりミッキー安川の体調不良による休養のため代役を務める。2010年1月、父親のミッキー死去に伴い2010年2月より正式に引き継ぎ「マット安川の「勝負」シリーズ」が放送された。これらの番組も自身でスポンサーを取って来る必要があり、パーソナリティ・スポンサー営業を兼ねた多忙な日程をこなす。
父親から引き継いだ「ずばり勝負」は、10年間の節目を持って2020年3月27日に終了したが、ラジオ日本の方で毎週日曜日午前7時5分開始の「マット安川の価値組Sunday！」に加え、企業ブランディングに特化した番組6本のプロデューサーを担当する。またラジオで複数のレギュラー番組を通じ、述べ3000人以上に渡る経営者・スポーツ選手・政治家・実業家・タレントとのネットワークを確立しており、それを活かした事業マッチングビジネス・経営コンサルティングビジネスを展開。現在も活躍している。

## ラジオ番組

### ラジオ番組の出演者とスタイル
- マット安川がパーソナリティを務める番組では、スポーツ関係者・企業経営者・国際関係団体・外交評論家・経済アナリスト・実業家・政治家などが多く出演している。
- 「マット安川の価値組Sunday！」[5]ではサイボウズの青野・グロービスの堀・クラウドワークスの吉田を始め、GMO・ぐるなび・ライフネット生命・ブックオフ・良品計画などの企業経営者が出演。各社のビジネスから利益へのポイントを始め、イノベーションの秘訣についても鋭く切り込んでいる。
- 「マット安川のスーパーフライデー」では、プロ野球関係者に加えてサッカー・バスケットボール・陸上・プロレスなどの様々なスポーツ関係者が出演した。
- 「マット安川のずばり勝負」では安倍晋三を始め、原口一博・鈴木宗男・平沢勝栄・猪瀬直樹・杉村大蔵などの政治家が出演。その主張を引き出すと共に、リスナーからの鋭い質問で切り込んで行くスタイルであり、ラジオ日本の人気番組でもあった。

### 現在放送中の番組
- 「マット安川の価値組Sunday！」アール・エフ・ラジオ日本 2023年4月2日 -

### 終了した番組
※ 番組は全てアール・エフ・ラジオ日本で放送されていた。
- 「マット安川のオレンジマンデー」
- 「マット安川のゴルフ放談」
- 「マット安川の雑オロジー」
- 「マット安川のmusic.」
- 「マット安川のスーパーフライデ―」
- 「マット安川のエンタラジオ」
- 「マット安川のずばり勝負」（マット安川の「勝負」シリーズ）
- 「マットとかなめの価値組Sunday！」2020年4月5日 - 2023年3月26日[6]

## 関連人物
- 加藤知華 ※ マット安川のずばり勝負で初回から最終回まで、10年間に渡りアシスタントを担当していた。
- 宮崎正弘
- 上念司